# ホンダコレクションホール
ホンダコレクションホール (Honda Collection Hall) は、日本の自動車メーカー、本田技研工業の傘下のホンダモビリティランドが運営している栃木県芳賀郡茂木町のモビリティリゾートもてぎ内にある4輪自動車および2輪車（オートバイ等）に関する博物館。

## 概要
当初は、1993年7月に三重県の鈴鹿サーキットランド内施設のボウリング場の地下にホンダコレクションホールが設置された。1997年8月にツインリンクもてぎ（現・モビリティリゾートもてぎ）の開設に伴って、鈴鹿サーキットより全面移転された。本田技研工業傘下のモビリティランドが運営しているため、所蔵品はホンダ製のものが多いが、他社製の製品も展示されている。
展示車両のほとんどが動態保存となっており、そのため定期的にサーキットの南コースなどで動作確認を兼ねた走行を行うことがある。そのほかレースイベントなどの際にはレースコースを走行したりされる。1階にはミュージアムショップがありオリジナルグッズなどを販売している。
展示車両についてはコレクションサーチを参照。

## 交通アクセス
- アクセスを参照。